# Simpsonowie (seria 5)
Poniższa lista przedstawia 22 odcinki piątego sezonu serialu animowanego Simpsonowie, oryginalnie wyemitowanego w amerykańskiej telewizji FOX. Odcinki w Polsce zostały zaprezentowane przez Fox Kids oraz Canal+.
| # | Kraj              | Premiera             | Tytuł                                                                        |
| --- | ----------------- | -------------------- | ---------------------------------------------------------------------------- |
| 82 - 5x01 9F21 | Stany Zjednoczone | 30 września 1993     | Homer's Barbershop Quartet                                                   |
| 82 - 5x01 9F21 | Polska            | 20 listopada 2007    | Homer w chórze rewelersów                                                    |
| Bart i Lisa znajdują na pchlim targu Beatlesopodobną płytę z Homerem na okładce. W drodze do domu Homer opowiada historię o tym, jak on, Apu, Dyrektor Skinner i Komisarz Wiggum (później zastąpiony przez Barneya Gumble) stali się gwiazdami estrady. - Gag z tablicą: Nigdy nie wygram nagrody Emmy - Gościnnie wystąpili George Harrison, David Crosby i The Dapper Dans. |                   |                      |                                                                              |
| 83 - 5x02 9F22 | Stany Zjednoczone | 7 października 1993  | Cape Feare                                                                   |
| 83 - 5x02 9F22 | Polska            | 21 listopada 2007    | Przylądek stracha                                                            |
| W parodii filmu z 1991 pt. Przylądek strachu, Bart jest na celowniku morderczych planów Pomocnika Boba, którzy jest na zwolnieniu warunkowym. Simpsonowie wchodzą do programu ochrony świadków i przeniesieni do innej okolicy. - Gag z tablicą: Frytkownica na stołówce to nie zabawka |                   |                      |                                                                              |
| 84 - 5x03 1F02 | Stany Zjednoczone | 14 października 1993 | Homer Goes to College                                                        |
| 84 - 5x03 1F02 | Polska            | 22 listopada 2007    | Homer idzie do college’u                                                     |
| Po nieudanym przejściu testu w elektrowni jądrowej, Homer zostaje odesłany do college’u, żeby zdał egzamin z fizyki nuklearnej jeśli myśli o zachowaniu posady. Wraz z kolegami z wydziału wpada w tarapaty po wykradzeniu maskotki innego college’u. |                   |                      |                                                                              |
| 85 - 5x04 1F01 | Stany Zjednoczone | 21 października 1993 | Rosebud                                                                      |
| 85 - 5x04 1F01 | Polska            | 23 listopada 2007    | Obywatel Burns                                                               |
| Po katastrofalnym przyjęciu urodzinowym (zakończonym bezceremonialnym występem komediowym Homera) Pan Burns tęskni za zgubioną dziecinną zabawką, pluszowym misiem Bobo, który znajduje się teraz w rękach Maggie Simpson. - Gościnnie wystąpili Ramones. |                   |                      |                                                                              |
| 86 - 5x05 1F04 | Stany Zjednoczone | 28 października 1993 | Treehouse of Horror IV                                                       |
| 86 - 5x05 1F04 | Polska            | 31 października 2007 | Straszny domek na drzewie IV                                                 |
| W parodii serialu Night Gallery Roda Serlinga, Bart opowiada trzy straszne historie oparte na malowidłach: Diabeł i Homer Simpson – Homer sprzedaje duszę za pączka i rodzina wzywa Diabła (Neda Flandersa) przed sąd, aby ocalić duszę Homera. Strach na wysokości 165 cm – W parodii odcinka Strefy mroku pt. „Nightmare at 20,000 Feet” Bart budzi się z koszmaru, w którym rozbija się szkolny autobus. Boi się, że sen się spełni kiedy spostrzega gremlina niszczącego autobus. „Dracula” według Barta Simpsona – Simpsonowie są zaproszeni na kolację u pana Burnsa, gdzie Bart i Lisa odkrywają, że Burns jest wampirem. Ten gryzie Barta przez co chłopak zmienia się w wampira. Na końcu okazuje się, że wszyscy (oprócz Lisy) są wampirami. |                   |                      |                                                                              |
| 87 - 5x06 1F03 | Stany Zjednoczone | 4 listopada 1993     | Marge on the Lam                                                             |
| 87 - 5x06 1F03 | Polska            | 27 listopada 2007    | Pościg za Marge                                                              |
| W lekkiej parodii Thelmy i Louise, Marge i Ruth Powers wychodzą razem na wspólny wieczór, który kończy się pościgiem policyjnym. Tymczasem Homer próbuje się zabawiać bez Marge przy boku i zatrudnia Lionela Hutza jako opiekuna dla Barta, Lisy i Maggie. - Gościnnie wystąpili George Fenneman i Pamela Reed. |                   |                      |                                                                              |
| 88 - 5x07 1F05 | Stany Zjednoczone | 11 listopada 1993    | Bart's Inner Child                                                           |
| 88 - 5x07 1F05 | Polska            | 28 listopada 2007    | Wewnętrzne dziecko Barta                                                     |
| Marge uświadamia sobie, że nie jest zabawna z powodu swego ciągłego narzekania. Poszukuje pomocy u Brada Goodmana, samozwańczego guru, który pokazuje lekceważącą postawę Barta jako wzór do naśladowania. Mieszkańcy całego Springfield zaczynają się zachowywać jak Bart, co mu się wcale nie podoba. - Gościnnie wystąpił James Brown. |                   |                      |                                                                              |
| 89 - 5x08 1F06 | Stany Zjednoczone | 18 listopada 1993    | Boy-Scoutz N the Hood                                                        |
| 89 - 5x08 1F06 | Polska            | 29 listopada 2007    | Bart skautem                                                                 |
| Bart i Milhouse znajdują na ulicy 20 dolarów i kupują mrożony napój zrobiony z samego syropu. Po nocy hulanek Bart budzi się i odkrywa, że wstąpił do drużyny skautów. - Gościnnie wystąpił Ernest Borgnine. |                   |                      |                                                                              |
| 90 - 5x09 1F07 | Stany Zjednoczone | 9 grudnia 1993       | The Last Temptation of Homer                                                 |
| 90 - 5x09 1F07 | Polska            | 30 listopada 2007    | Ostatnie kuszenie Homera                                                     |
| Pan Burns pod naciskiem związków zawodowych zatrudnia kobietę o imieniu Mindy Simmons do swej elektrowni. Homer jest nią zauroczony i obawia się, że to zrujnuje jego małżeństwo z Marge. Tymczasem Bart staje się pośmiewiskiem, gdy lekarze ordynują mu leczenie różnych zaburzeń fizycznych. - Gag z tablicą: Praca i brak zabawy czynią z Barta nudziarza - Gościnnie wystąpili Michelle Pfeiffer i Werner Klemperer. |                   |                      |                                                                              |
| 91 - 5x10 1F08 | Stany Zjednoczone | 16 grudnia 1993      | $pringfield (Or, How I Learned to Stop Worrying and Love Legalized Gambling) |
| 91 - 5x10 1F08 | Polska            | 3 grudnia 2007       | $pringfield                                                                  |
| Gdy gospodarka lokalna popada w stagnację, wszyscy w mieście głosują za legalizacją hazardu. Pan Burns i Bart otwierają własne kasyna. Lisa zmaga się z przygotowaniem kostiumu na szkolne przedstawienie. - Gag z tablicą: Nie będę mówić „Springfield” dla poklasku - Gościnnie wystąpili Robert Goulet i Gerry Cooney. |                   |                      |                                                                              |
| 92 - 5x11 1F09 | Stany Zjednoczone | 6 stycznia 1994      | Homer the Vigilante                                                          |
| 92 - 5x11 1F09 | Polska            | 4 grudnia 2007       | Homer w straży sąsiedzkiej                                                   |
| Fala zbrodni zalewa Springfield. Gdy nieuchwytny „koci włamywacz” kradnie saksofon Lisy, Homer obiecuje go odzyskać. Aby pomóc policji Flanders tworzy straż sąsiedzką, nad którą Homer przejmuje kontrolę. - Gag z tablicą: Nie mam prawa zwalniać nauczycieli na zastępstwie - Gościnnie wystąpił Sam Neill. |                   |                      |                                                                              |
| 93 - 5x12 1F11 | Stany Zjednoczone | 3 lutego 1994        | Bart Gets Famous                                                             |
| 93 - 5x12 1F11 | Polska            | 5 grudnia 2007       | Bart staje się sławny                                                        |
| Po wymknięciu się ze szkolnej wycieczki do fabryki opakowań, Bart dostaje się do kulis programu Klauna Krusty'ego. Dostaje tam pracę asystenta Krusty'ego i wkrótce zaczyna mieć jej dosyć. Pewnego dnia Krusty zwywa Barta do wystąpienia w skeczu. Gdy przypadkiem partaczy scenę, Bart tłumaczy się słowami „To nie ja”, za co staje się sławny. - Gag z tablicą: Jednoręki mężczyzna nie ukradł mi pracy domowej - Gościnnie wystąpił Conan O’Brien. |                   |                      |                                                                              |
| 94 - 5x13 1F10 | Stany Zjednoczone | 10 lutego 1994       | Homer and Apu                                                                |
| 94 - 5x13 1F10 | Polska            | 6 grudnia 2007       | Homer i Apu                                                                  |
| Po dwóch zatruciach pokarmowych przeterminowaną żywnością kupioną w Kwik-E-Marcie, Homer wraz z Kentem Brockmanem donoszą na Apu. Apu zostaje zwolniony z pracy i wprowadza się do Simpsonów. Homer obiecuje Apu przywrócić go na stanowisko i razem udają się do Indii na rozmowę z właścicielem sieci Kwik-E-Mart. - Gag z tablicą: Nie będę się zbliżał do żółwia z przedszkola - Gościnnie wystąpił James Woods. |                   |                      |                                                                              |
| 95 - 5x14 1F12 | Stany Zjednoczone | 17 lutego 1994       | Lisa vs. Malibu Stacy                                                        |
| 95 - 5x14 1F12 | Polska            | 7 grudnia 2007       | Lisa kontra Malibu Stacy                                                     |
| Lisa protestuje przeciw, jej zdaniem, poniżających kobiety fraz w nowej mówiącej lalce Malibu Stacy. Podąża do odosobnionej twórczyni Stacy, by razem stworzyć bardziej politycznie poprawną lalkę. Tymczasem Dziadek martwiący się starzeniem podejmuje pracę w Krusty Burgerze. - Gościnnie wystąpiła Kathleen Turner. |                   |                      |                                                                              |
| 96 - 5x15 1F13 | Stany Zjednoczone | 24 lutego 1994       | Deep Space Homer                                                             |
| 96 - 5x15 1F13 | Polska            | 10 grudnia 2007      | Homer na orbicie                                                             |
| NASA stwierdza, że potrzebuje wysłać w przestrzeń kosmiczną przeciętnego Amerykanina, aby podnieść swoją telewizyjną oglądalność. Rekrutują Homera i Barneya do treningu wyłaniającego jednego z nich do lotu w kosmos. Ostatecznie Homer wygrywa walkowerem i razem z Buzzem Aldrinem wyrusza na orbitę okołoziemską. - Gościnnie wystąpili Buzz Aldrin i James Taylor. |                   |                      |                                                                              |
| 97 - 5x16 1F14 | Stany Zjednoczone | 17 marca 1994        | Homer Loves Flanders                                                         |
| 97 - 5x16 1F14 | Polska            | 11 grudnia 2007      | Homer kocha Flandersa                                                        |
| Flanders zaprasza Homera na mecz futbolu, za co zyskuje jego przyjaźń. Jednak ciągła obecność Homera wokół rodziny Flandersów wprowadza Neda w stan wściekłości. - Gag z tablicą: Nie jestem uroczym łobuzem |                   |                      |                                                                              |
| 98 - 5x17 1F15 | Stany Zjednoczone | 31 marca 1994        | Bart Gets an Elephant                                                        |
| 98 - 5x17 1F15 | Polska            | 12 grudnia 2007      | Bart dostaje słonia                                                          |
| Podczas sprzątania domu Bart wygrywa konkurs na antenie radia, w którym do wygrania jest słoń lub 10 000 dolarów. Bart wybiera słonia i nazywa go Tuptusiem. - Gag z tablicą: Przeszczepy narządów najlepiej zostawić fachowcom |                   |                      |                                                                              |
| 99 - 5x18 1F16 | Stany Zjednoczone | 14 kwietnia 1994     | Burns' Heir                                                                  |
| 99 - 5x18 1F16 | Polska            | 13 grudnia 2007      | Dziedzic Burnsa                                                              |
| Pan Burns przestraszony perspektywą nadciągającej śmierci poszukuje chłopca, który mógłby odziedziczyć jego majątek. Wybór pada na Barta za jego „czystą nieżyczliwość”. Marge przekonuje Barta, by spędził trochę czasu z Burnsem. Bart staje się bardziej niż zwykle nieznośny dla rodziny i decyduje się zamieszkać u Pana Burnsa. - Gag z tablicą: Przysięga wierności sztandarowi USA nie kończy się pozdrowieniem szatana |                   |                      |                                                                              |
| 100 - 5x19 1F18 | Stany Zjednoczone | 28 kwietnia 1994     | Sweet Seymour Skinner's Baadasssss Song                                      |
| 100 - 5x19 1F18 | Polska            | 14 grudnia 2007      | Piosenka słodkiego Skinnera                                                  |
| Bart przypadkiem powoduje zwolnienie Dyrektora Skinnera po tym, jak przyprowadza do szkoły Pomocnika Świętego Mikołaja. Na jego miejsce zostaje wyznaczony Ned Flanders. Bart poczuwa się do winy i zaprzyjaźnia się ze Skinnerem. - Gag z tablicą: Nie będę świętował nieistotnych kamieni milowych |                   |                      |                                                                              |
| 101 - 5x20 1F19 | Stany Zjednoczone | 5 maja 1994          | The Boy Who Knew Too Much                                                    |
| 101 - 5x20 1F19 | Polska            | 17 grudnia 2007      | Chłopiec, który wiedział za dużo                                             |
| Bart idzie na wagary i wpada na imprezę urodzinową Freddy’ego Quimby'ego, bratanka burmistrza. Na miejscu Freddy zostaje oskarżony o napad na kelnera i tylko Bart zna prawdę, lecz gdyby ją zeznał musiałby przyznać się do wagarowania. Tymczasem Homer zasiada na ławie przysięgłych na procesie Freddy’ego. - Gag z tablicą: Jest wiele biznesów, takich jak show-biznes |                   |                      |                                                                              |
| 102 - 5x21 1F21 | Stany Zjednoczone | 12 maja 1994         | Lady Bouvier's Lover                                                         |
| 102 - 5x21 1F21 | Polska            | 18 grudnia 2007      | Kochanek lady Bouvier                                                        |
| Podczas udziału na pierwszym przyjęciu urodzinowym Maggie, Dziadek zakochuje się w Jackie, matce Marge. Zaczynają chodzić na randki, lecz Dziadek zostaje odepchnięty na bok przez Pana Burnsa. Burns i Jackie zamierzają się wkrótce pobrać. Tymczasem Bart kradnie kartę kredytową Homera i kupuje pamiątkę po Pocharatce i Zdrapku, która okazuje się być zdzierstwem. - Gag z tablicą: Nie będę retransmitować bez pozwolenia ligi baseballowej |                   |                      |                                                                              |
| 103 - 5x22 1F20 | Stany Zjednoczone | 19 maja 1994         | Secrets of a Successful Marriage                                             |
| 103 - 5x22 1F20 | Polska            | 19 grudnia 2007      | Sekret udanego małżeństwa                                                    |
| Zmęczony uwagami o swej „powolności”, Homer zapisuje się na nauczyciela utrzymywania udanego małżeństwa. Nie ma talentu dydaktycznego i utrzymuje zainteresowanie kursantów opowiadaniem pikantnych sekretów o Marge i ich rozrywkach w łóżku. - Gag z tablicą: Pięć dni to niedługie oczekiwanie na broń |                   |                      |                                                                              |